# General Mills
General Mills este o companie americană din industria alimentară cu o cifră de afaceri de peste 12 miliarde $.